# خيال أدبي
يعرف الخيال أو حسن التعليل في الأدب على أنه استعارة ممتدة ذات منطق معقد حيث يسيطر على مقطع شعري أو قصيدة بأكملها، ويؤدي استخدام الخيال إلى فهم القارئ لموضوع المقارنة على مستوى أكثر عمقًا وتعقيدًا من خلال مقارنة الصور والأفكار بعضها ببعض واستخدامها وتحويرها بطرق جديدة وغير مألوفة، ويعد الخيال الممتد في الأدب الإنكليزي جزءًا من المصطلاحات الشعرية في الحركة الأسلوبية (مانييريزمو) والتي كانت في أواخر القرن السادس عشر وبدايات القرن السابع عشر.

## الخيال الميتافيزيقي
عادةً ما يرتبط هذا المصطلح في الأدب الإنجليزي بالشعراء الميتافيزيقين في القرن السابع عشر، وهو كان مجرد امتداد لاستخدامه المعاصر. في الخيال الميتافيزيقي تتميز الاستعارات بوجود علاقات تصورية بحتة، وبذلك أكثر هشاشة، بين الأشياء التي تتم مقارنتها. وعلقت هيلين جاردنر قائلة إن «الخيال هو مقارنة مبدعة بشكل لافت للنظر أكثر منها دقة» وإن «المقارنة تصبح خيالاً عندما تؤدي بنا إلى الاعتراف بوجود تشابه على الرغم من كوننا مدركين تمامًا عدم وجود أي شبه». ومن أمثلة هذه المقارنات قصيدة "Praise (3)" للشاعر جورج هيربرت، التي يقارن فيها كرم وعطاء الرب بزجاجة تتسع لكمية غير محدودة من دموع المتحدث ("As we have boxes for the poor" «مثلما يوجد لدينا صناديق للفقراء»).
ومن الأمثلة التي من الشائع الاستشهاد بها في الخيال الميتافيزيقي هي الاستعارة من قصيدة جون دون ":The Flea"، والتي يصبح فيها البرغوث الذي يعض المتحدث وحبيبته خيالاً يجادل بأن حبيبته ليس لديها أي سبب لترفض إقامة علاقة جنسية معه على الرغم من أنهما ليسا متزوجين:
   Oh stay! three lives in one flea spare
Where we almost, yea more than married are.
   This flea is you and I, and this
Our marriage-bed and marriage-temple is (توقفي! وارحمي ثلاث حيوات في برغوث واحد / حيثما توحدنا. / فهذا البرغوث يضمنا أنت وأنا، وهو رمز ومعبد زواجنا).
فعندما يقوم الشاعر سير فيليب سيدني ببدء سونيت بالتعبير الاصطلاحي التقليدي "My true-love hath my heart and I have his" (حبيبي يمتلك قلبي وأنا أمتلك قلبه) ثم يأخذ هذه الاستعارة ويتعامل معها حرفيًا ويستخرج منها احتمالات حرفية ومفاهيم مرحة للغاية فيما يتعلق بتبادل القلوب، فتكون النتيجة النهائية هي خيال مكتمل تمامًا.

## الخيال البتراركي
يستخدم الخيال البتراركي، الموجود في شعر الحب، مجموعة معينة من الصور ليتم مقارنتها بالحبيب اليائس ومحبوبته الغير مبالية التي لا تُظهر له أية مشاعر. فعلى سبيل المثال، يتم تصوير الحبيب كأنه سفينة في عرض بحرٍ هائجٍ ومحبوبته "a cloud of dark disdain" (غيمة من الازدراء المظلم)؛ أو في صورة أخرى يتم تشبيه السيدة المحبوبة على أنها الشمس والتي يسطع جمالها وفضيلتها على حبيبها من بعيد.
فشعورا الألم واللذة المتناقضان لعذابات الحب غالبًا ما يتم وصفهما باستخدام التناقض الظاهري، فعلى سبيل المثال الجمع بين السلام والحرب، أو الاحتراق والتجمد وهكذا. ولكن الصور التي كانت جديدة في سونيتات بترارك أصبحت صور مبتذلة في شعر مقلديه في العصور التالية. فيقوم روميو باستخدام خيال بتراركي مبتذل عند وصف حبه لروزالين بأنه مثل "bright smoke, cold fire, sick health" (دخان ساطع، نار باردة، وصحة مريضة).

## أصل الكلمة
في عصر النهضة كان هذا المصطلح (والمرتبط بكلمة مفهوم) يشير إلى أي تعبير خيالي يتميز بالذكاء والطرافة، وفي العصور التالية أصبح يستخدم كازدراء للصور الجمالية الشعرية الغريبة.
ولقد استخدم النقاد الأدبيون المصطلح على أنه مجرد أسلوب يتميز بالاستعارة الممتدة والمبالغ فيها والذي كان شائعًا في عصر النهضة وخاصة في القرن السابع عشر دون أي إشارة لكونه ذا قيمة أعلى. وتفرق موسوعة برينستون، ضمن هذا المعنى النقدي، بين نوعين من الخيال: الخيال الميتافيزيقي، الموضح أعلاه، والخيال البتراركي. في النوع الأخير، يتم وصف التجربة البشرية على أنها استعارة مبالغ فيها (نوع من أنواع المبالغة المجازية)، مثل المقارنة الشائعة للعيون بالشمس والتي يسخر منها شكسبير في سونيت 130: "My mistress' eyes are nothing like the sun" (عيون حبيبتي لا تشبه الشمس).

## وصلات خارجية
- George Herbert, "Praise (3)"
- Shakespeare's Sonnet 130, from ويكي مصدر.